# Иодид лютеция
Иоди́д люте́ция — неорганическое соединение, соль лютеция и иодистоводородной кислоты с формулой LuI3, коричневые гигроскопичные кристаллы, растворяется в воде.

## Получение
- Реакция чистых веществ в вакууме:

{\displaystyle {\mathsf {2Lu+3I_{2}\ {\xrightarrow {800^{o}C}}\ 2LuI_{3}}}}
- Действие дииодида ртути на металлический лютеций в вакууме в течение 2 часов с последующей отгонкой ртути[1]:

{\displaystyle {\mathsf {2Lu+3HgI_{2}\ \xrightarrow {500^{o}C} \ 2LuI_{3}+3Hg}}}

## Физические свойства
Иодид лютеция образует коричневые гигроскопичные кристаллы тригональной сингонии, пространственная группа R3, параметры ячейки a = 0,8117 нм, α = 54,20°, Z = 6, структурный тип BiI3.
Растворяется в воде.

## Химические свойства
- При нагревании на воздухе образует оксид-иодид:

{\displaystyle {\mathsf {LuI_{3}+O_{2}\ {\xrightarrow {T}}\ LuOI+I_{2}}}}

## Применения
- Монокристаллы иодида лютеция(III), допированные редкоземельными металлами, используются как сцинтилляционные детекторы γ-излучения. В частности, LuI3, допированный церием, используется в сканерах для позитронно-эмиссионной томографии[2]